# Senna Willems
Senna Willems (Helmond, 2004), ook wel bekend onder de artiestennaam Senna, is een Nederlandse zangeres.

## Biografie
Senna Willems is geboren en opgegroeid in Helmond, Noord-Brabant. In 2018 deed zij mee aan The Voice Kids. Dit leverde haar nadien diverse boekingen voor optredens op. In datzelfde jaar won ze de Tilburgse talentenjacht Volkszanger Junior, waarbij ze optrad op het Festival van het Levenslied.
In 2021 deed Senna mee aan het televisieprogramma We Want More, waarbij ze met drie Nederlandstalige nummers uiteindelijk als tweede wist te eindigen. Jury-lid André Hazes jr. nodigde haar nadien uit voor een optreden in de Ziggo Dome tijdens Holland Zingt Hazes 2021.
Naar aanleiding van haar deelname aan We Want More heeft Senna in juli 2021 een platencontract getekend bij het Nederlandstalige platenlabel Dino Music, onderdeel van 8ball Music.
Op 9 december 2022 verscheen Senna's debuutalbum Senna.
Op 7 april 2023 speelde Senna in de Effenaar te Eindhoven haar eerste soloconcert.